# Rafał Maćkowiak
Rafał Maćkowiak (ur. 1 stycznia 1975 w Opolu) – polski aktor filmowy, telewizyjny i teatralny.

## Życiorys
W 1999 ukończył warszawską Akademię Teatralną. Pierwszą dużą rolę filmową zagrał w Gniewie (1998), w tym samym roku pojawił się także w Billboardzie i Amoku. Ze szczególnym uznaniem spotkała się jego kreacja w filmie Przemysława Wojcieszka Głośniej od bomb (2002). Epizodycznie pojawia się w serialach telewizyjnych.
W latach 1999–2002 występował w Teatrze Studio w Warszawie. W 2002 dołączył do zespołu aktorskiego Teatru Rozmaitości w Warszawie.
Za występ w filmie 33 sceny z życia był nominowany do Orła za najlepszą drugoplanową rolę męską.

## Filmografia

### Filmy
- 1995 – Dzieje mistrza Twardowskiego jako Student Twardowskiego[3]
- 1996 – Dzieci i ryby jako Zduń
- 1997 – Kochaj i rób co chcesz jako Krzywy
- 1998 – Gniew jako Czacha
- 1998 – Amok jako Maciek
- 1998 – Billboard jako Kuba
- 1999 – Skok jako złodziej
- 2000 – Nie ma zmiłuj jako Piotr
- 2001 – Inferno jako Wytatuowany
- 2002 – Głośniej od bomb jako Marcin
- 2003 – Koniec wakacji jako 'Ładny'
- 2004 – Osiemnaście jako dziennikarz
- 2004 – W dół kolorowym wzgórzem jako Jarek, brat Ryśka
- 2005 – Fotoplastykon
- 2005 – Masz na imię Justine jako Artur
- 2006 – Co słonko widziało jako Adrian
- 2006 – Cold Kenya jako kolega Mariusza
- 2006 – Job, czyli ostatnia szara komórka jako Chłopak zatrzymany za przekroczenie prędkości
- 2007 – Środa, czwartek rano jako ochroniarz
- 2007 – Wieża jako Adam
- 2008 – 0 1 0 jako Filip
- 2008 – 33 sceny z życia jako Tomek, kolega Kaśki
- 2008 – Senność jako Adam
- 2010 – Prosta historia o miłości jako Aleks
- 2014 – Mur jako Bolek
- 2015 – Disco polo jako Maciek, wokalista zespołu „Atomic”
- 2019 – Ja teraz kłamię jako Mat
- 2022 – Niebezpieczni dżentelmeni jako August Zamoyski
- 2023 – Przysięga Ireny jako Joseph

### Seriale
- 2002 – Na dobre i na złe jako Jurek, chłopak Marty (gościnnie)
- 2002–2003 – Kasia i Tomek jako Andrzej, przyjaciel Tomka
- 2004 – Camera Café jako Cyryl Lipski (gościnnie)
- 2007 – Ekipa jako Hubert
- 2008 – Londyńczycy jako Paweł
- 2009 – Londyńczycy 2 jako Paweł Kozłowski
- 2011 – Głęboka woda jako Maks
- 2012 – Hotel 52 jako Makary Wolski (odc. 77)
- 2013 – Czas honoru jako Max Goodword, korsespondent „New York Timesa” (odc. 70)
- 2014 – Ojciec Mateusz jako Tobiasz Rosołowski (odc. 151)
- 2015 – Pakt jako policjant
- 2018 – 1983 jako Wiktor Skowron, ojciec Kajetana
- 2020 – Archiwista jako Maciej Graczak (odc. 2)
- 2020 – Królestwo kobiet jako Marian Bielski, mąż Gabi
- 2021 – Krucjata. Prawo serii jako Edward, juror (odc. 4)
- 2022 – Gang Zielonej Rękawiczki jako Tomek, syn Zuzanny (odc. 5, 6)
- 2022 – Herkules jako doktor Herkules Nowak[4]
- 2023 – Camera Café. Nowe parzenie jako Sergiusz

### Teatr Telewizji
- 1997 – Spór jako Azor
- 1999 – Dwustu służących i śnieg jako Maxim
- 1999 – Dybuk jako Chanan
- 1999 – Monolog o śmierci
- 2000 – Dragon jako Nieznajomy
- 2000 – Ogień w głowie jako Paul
- 2001 – Pasożyty jako Ringo
- 2003 – Wampir jako Kowalski
- 2005 – Fotoplastikon
- 2006 – Chciałam ci tylko powiedzieć… jako mąż
- 2006 – Góra Góry jako Witek
- 2008 – Teorban jako Greg

## Dubbing
- 2000 – Droga do El Dorado jako Miguel
- 2001 – Wyprawa do niezwykłych jaskiń (oryg. Journey into Amazing Caves)
- 2001 – Original War jako Bobby Brandon, Peter Roth
- 2005 – Bionicle 3: W sieci mroku jako Toa Matau
- 2008 – Speed Racer jako Sparky

## Teatr
- 2005: Bzik Tropikalny, reż. Grzegorz Horst, Teatr Rozmaitości
- 2007: „Anioły w Ameryce” Tony’ego Kushnera, reż. Krzysztof Warlikowski, Teatr Rozmaitości jako Belize, Mr. Ściemniacz
- 2009: Między nami dobrze jest, tekst Dorota Masłowska, reż. Grzegorz Jarzyna, Teatr Rozmaitości w Warszawie
- 2009: Romulus Wielki reż. Krzysztof Zanussi, Teatr „Polonia” w Warszawie